# Stazione di Shin-Shibamata
La stazione di Shin-Shibamata (新柴又駅?, Shin-Shibamata-eki) è una stazione ferroviaria della zona nord-est di Tokyo situata nel quartiere di Katsushika e servita dalla linea Hokusō, gestita dalla società Ferrovia Hokusō.

## Linee
Ferrovie Hokusō
● Linea Hokusō

## Struttura
La stazione è costituita da due marciapiedi laterali con due binari passanti su viadotto. Il mezzanino si trova al secondo piano, mentre al primo è presente un supermercato.
| 1 | ● Linea Hokusō | per Shin-Kamagaya, Chiba-Newtown-Chūō, Inzai-Makinohara, Inba-Nihon-Idai e Narita Aeroporto |
| 2 | ● Linea Hokusō | per Keisei Takasago, Oshiage, Ueno, Asakusa, Shinagawa, Haneda Aeroporto e Yokohama         |

## Stazioni adiacenti
| «                 | Servizio          | »            |
| Linea Hokusō      | Linea Hokusō      | Linea Hokusō |
| ----------------- | ----------------- | ------------ |
| Keisei Takasago   | Locale            | Yagiri       |
| Keisei Takasago ← | Espresso          | ← Yagiri     |
| Transito          | Espresso limitato | Transito     |